# 西瓜刨
西瓜刨（英語：Sai Gwa Pau，1918年10月7日—2001年3月12日），本名林根。香港粵語片性格演員，多扮演一些草根階層、純樸的小市民角色，經常以口吃搞笑方式演戲深入民心。由於生有一口哨牙，便以「西瓜刨」作為藝名。演出超過750部電影。

## 經歷
西瓜刨在1918年出生於廣州市，小學畢業後，曾當過書店售貨員、荔枝灣柔濟醫院的工作員、以及廣州婦女日報的校對。
西瓜刨於戰前隻身來到香港，當時十八歲，並在九龍城仿林中學找到一份校役的職位。後來經校中的一位劉先生的介紹，認識了粵語片老前輩黃楚山，從而進入了南洋天一影業公司﹙「邵氏」的前身﹚當道具管理員，直至香港淪陷。香港重光後第二年重返南洋天一，西瓜刨轉學化粧，後來轉做服裝間管理。
在從事電影幕後工作近二十年後，西瓜刨第一次現身銀幕是在一部叫《同病不相憐》的戲中，他以群眾身份上鏡。由於發覺當「特約演員」的收入比正薪還可觀，決定轉做全職「特約演員」。
當年粵語片的大製片家及導演周詩祿要將他的名字加在由紫羅蓮主演的《花街慈母》的演員字幕表上，跟他一起演出的「半邊師傅」高魯泉便替他起了「西瓜刨」這個藝名。
西瓜刨最為人熟悉是黃飛鴻系列電影中扮演黃飛鴻的徒弟「牙擦蘇」一角，共演出近八十部。
粵語片式微後，西瓜刨也曾走過埠，1966年曾跟唐納到過兩次馬來西亞登台表演；又在1977年隨團往星馬演出。
西瓜刨晚年患上糖尿病，2001年3月12日病逝於香港，享年83歲。他有兩個女兒。
喪禮於世界殯儀舘舉行，並採用基督教儀式。

## 電視劇（無綫電視）
- 1983年 閉門一家親
- 1991年 我係黃飛鴻 飾 牙擦蘇
- 1992年 我愛牙擦蘇 飾 西瓜刨

## 外部連結
- 香港粵語片研究會：2008/09/13 – 14 影人訪談貼文（原載《大大月報》第一期，1974年11月1日）
- 香港文匯報：2001年3月12日